# Ehemaliger Übungsplatz mit Paupitzscher See
Ehemaliger Übungsplatz mit Paupitzscher See este o arie protejată (arie specială de conservare — SAC, sit de importanță comunitară — SCI) din Germania întinsă pe o suprafață de 489 ha, integral pe uscat.

## Localizare
Centrul sitului Ehemaliger Übungsplatz mit Paupitzscher See este situat la coordonatele 51°34′17″N 12°22′31″E / 51.5714°N 12.3753°E.

## Înființare
Situl Ehemaliger Übungsplatz mit Paupitzscher See a fost declarat sit de importanță comunitară în iunie 2002 pentru a proteja un număr necunoscut de specii din flora spontană și fauna sălbatică aflate în arealul zonei. Situl a fost protejat și ca arie specială de conservare în aprilie 2011.

## Biodiversitate
Situată în ecoregiunea continentală, aria protejată conține 1 habitat natural: Ape stătătoare oligotrofe până la mezotrofe, cu vegetație de Littorelletea uniflorae și/sau de Isoëto-Nanojuncetea.
La baza desemnării sitului se află un număr nedeclarat de specii protejate: